# ヒュー・コーンウェル

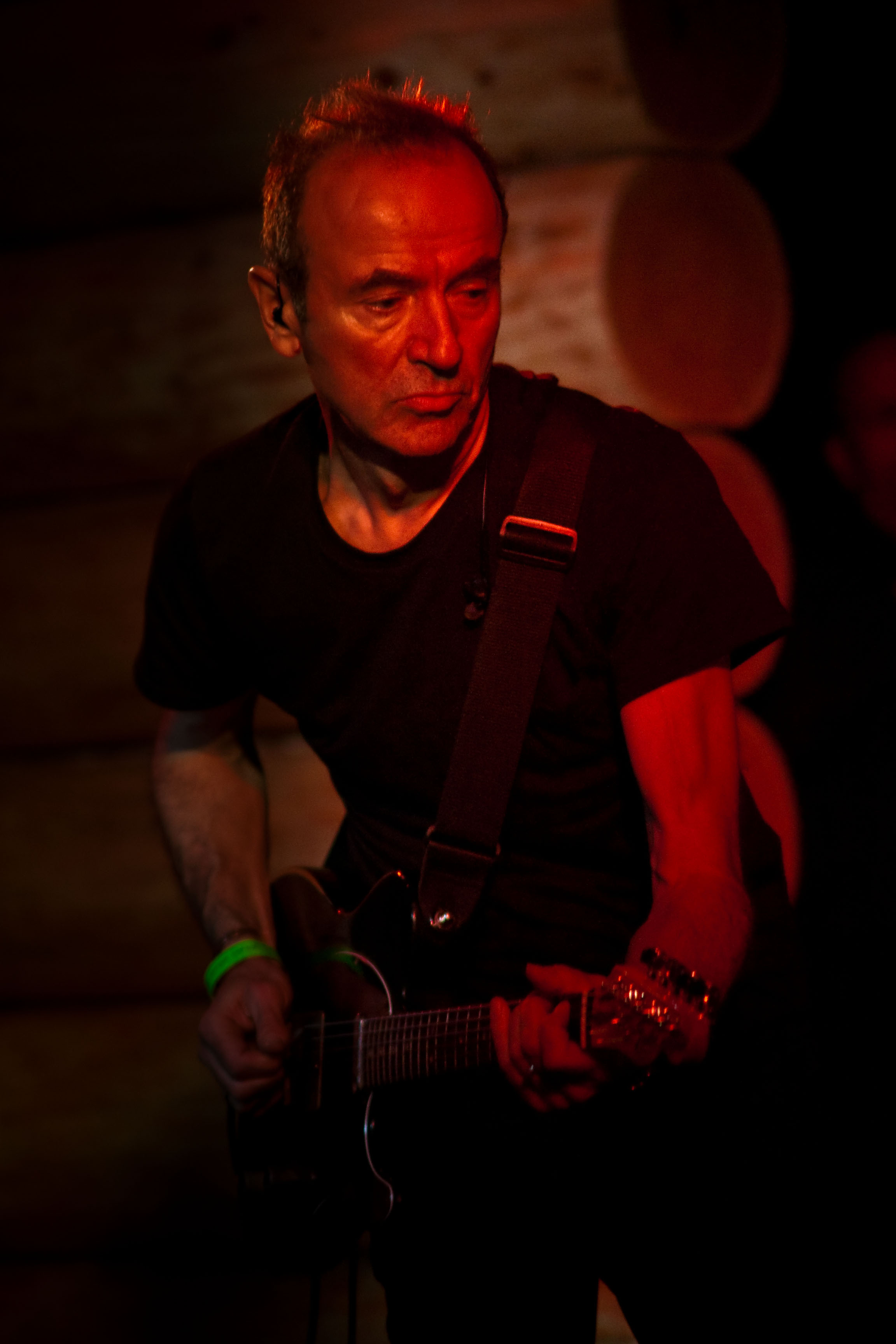
2010年のライヴにて

ヒュー・アラン・コーンウェル（Hugh Alan Cornwell, 1949年8月28日 - ）はイングランド出身のギタリスト、ボーカリスト。
ストラングラーズのオリジナルメンバーで結成の中心人物。1990年にストラングラーズを脱退し、ソロ活動に専念している。

## 来歴
ロンドンの地主階級の家庭で生まれ育つ。ハイゲートのウィリアム・エリス校に在校中、級友のリチャード・トンプソンに誘われて、共にバンドを結成した。1960年代後半にブリストル大学で生化学学士号を取得した。
大学卒業後、スウェーデンのルンド大学で研究の日々を送るかたわら、ハンス・ウォーミング（キーボード）ら現地のミュージシャンとJohnny Soxというバンドを結成して活動していた。1974年にウォーミング以外のJohnny Soxのメンバーを連れてイギリスに帰国した後、ジェット・ブラック（ドラムス）に出会った。ブラックと二人だけで立ったある日のライブステージ上でジャン＝ジャック・バーネル（ベース、ボーカル）が加入。同年暮れに母国スウェーデンからウォーミングが合流し、Johnny SoxはThe Guildford Stranglersを経てストラングラーズに改名した。翌年にウォーミングが就労許可が失効したので脱退し、デイブ・グリーンフィールドがキーボーディストとして加入した。
ストラングラーズは1977年にデビューを果たし、ロンドンのパンク・ロック/ニュー・ウェイヴ・シーンを代表するバンドとなった。
コーンウェルが30代に差し掛かる頃にはイギリスのパンク・ムーヴメントは終焉を迎えており、彼はソロアーティストとしてのキャリアを意識するようになる。1979年11月にドラマーのロバート・ウィリアムズとの共作アルバムNosferatuをリリースする。
ストラングラーズは1980年代にもアルバムを発表し続けてヒット曲も生み出したが、彼は限界を感じて、1990年に10枚目のアルバム『10』のレコーディングの後に脱退する。
1992年、ロジャー・クック、アンディ・ウエストと結成したCCWというプロジェクトでアルバムを発表。以降はソロアーティストとしての活動に軸足を置いて今日に至る。1993年に発表したソロアルバムWiredには、スタジオでのセッションをきっかけに布袋寅泰が参加した。

## 音楽以外での活動
俳優としての活動に関心を持ち多数の映画やドラマ、ミュージック・ビデオやショートフィルムに出演している。またクリケットファンでもあり、クリケット番組にたびたび出演。クリケット選手とともに試合をしたり、番組でアコースティック・セットを披露するなどクリケットへの愛着ぶりを示している。
文筆家としての才もあり、これまで4冊の書籍を出版している。

## ディスコグラフィ

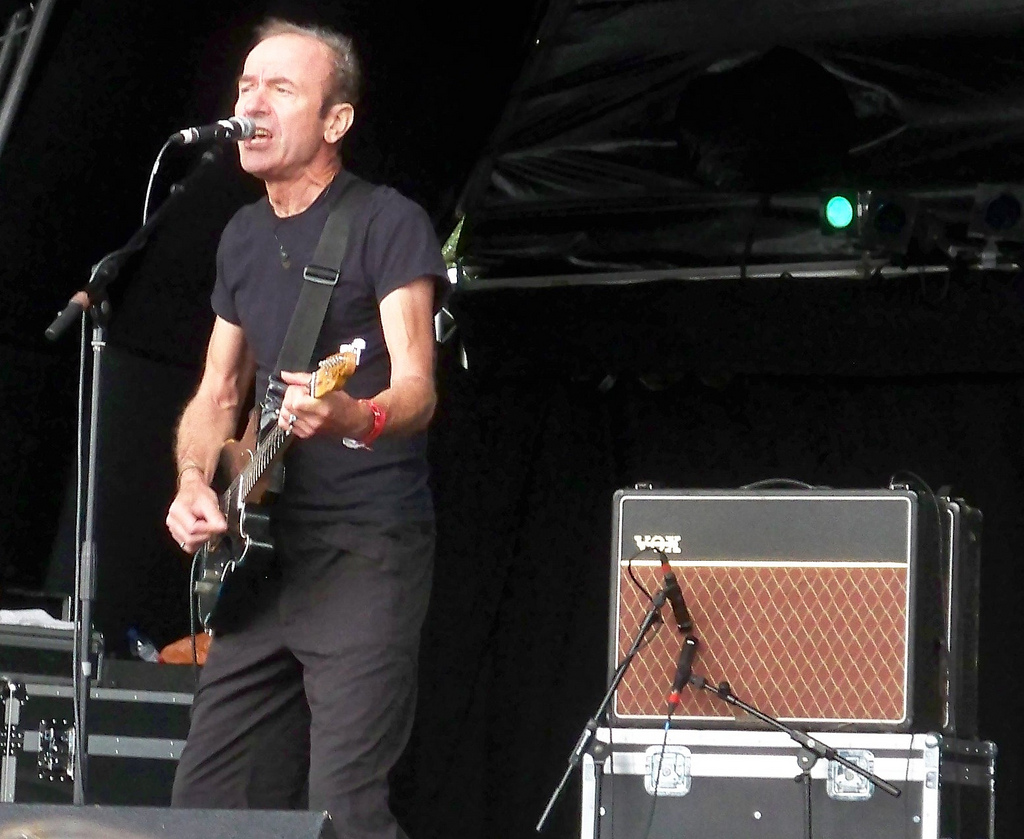
2011年

### ソロアルバム
- Wolf （1988年）
- Wired （1993年、US版タイトル：First Bus to Babylon 1999年）
- Guilty （1997年、US版タイトル：Black Hair, Black Eyes, Black Suit 1999年）
- Mayday （1999年：ダウンロード限定、2002年9月：CD、ライブアルバム）
- Solo （1999年）
- Hi Fi （2000年）
- Footprints in the Desert （2002年）
- In the Dock （2003年、アコースティックライブアルバム）
- Beyond Elysian Fields （2004年）
- Beyond Acoustic Fields （2008年、Beyond Elysian Fields のアコースティック版アルバム、ツアー限定販売）
- People, Places, Pieces （2006年、3枚組ライブアルバム）
- Hooverdam （2008年）
- New Songs for King Kong （2010年、ライブアルバム）
- You're Covered （2011年、250枚限定カバーアルバム）
- Totem and Taboo （2013年：ダウンロード限定）

### コラボレーションアルバム
- Nosferatu （1979年、Cornwell with Robert Williams）
- CCW （1992年、Cornwell with Roger Cook and Andy West）
- Sons of Shiva: Sons of Shiva （1999年：ダウンロード限定、2002年9月：CD、Cornwell and poet Sex W. Johnston）

## 著書
- Cornwell, Hugh (1980). Inside information. London: Stranglers' Information Service
- Cornwell, Hugh; Drury, Jim (2001). The Stranglers: Song by Song. London: Sanctuary Publishing Ltd. ISBN 978-1860743627[3]
- Cornwell, Hugh (2006). A Multitude of Sins: Golden Brown, The Stranglers and Strange Little Girls. London: HarperCollins Entertainment. ISBN 978-0007190829[3]
- Cornwell, Hugh (2011). Window on the World. Quartet Books Ltd. ISBN 978-0704372306[3]
- Cornwell, Hugh (2014). Arnold Drive: Can a man keep his faith when he's lost his way?. Unbound. ISBN 978-1783520527[3]
- Cornwell, Hugh (2020). Future Tense. HIS Records Ltd. ISBN 978-1916299603[3]